# Трупіал мартиніцький
Трупіа́л мартиніцький (Icterus bonana) — вид горобцеподібних птахів родини трупіалових (Icteridae). Ендемік Мартиніки.

## Опис
Довжина птаха становить 18-21 см. Верхня частина тіла чорна, голова, шия і груди темно-каштанові, нижня частина спини і надхвістя коричнювато-оранжеві. Нижні покривні пера крил і стегна оранжеві. Дзьоб і лапи чорні. Самиці маєть менш яскраве забарвлення, ніж самці.

## Поширення і екологія
Мартиніцькі трупіали є ендеміками острова Мартиніка в архіпелазі Малих Антильських островів. Вони живуть в сухих тропічних лісах і мангрових заростях та на плантаціях, на висоті до 700 м над рівнем моря. Зустрічаються поодинці, парами або сімейними зграйками. Живляться комахами та іншими безхребетними. а також плодами і ягодами. Сезон розмноження триває з грудня по липень. Гніздо чашоподібне, робиться з рослинних волокон і листя, підвішується на дереві, на висоті від 2 до 4 м над землею. В кладці 2-3 кремово-білих з блакитнуватим відтінком яйця, поцяткованих коричневими плямками. Інкубаційний період триває 14 днів, пташенята покидають гніздо через 15 днів після вилуплення. За пташенятами доглядають і самці, і самці.

## Збереження
МСОП класифікує цей вид як вразливий. За оцінками дослідників, популяція мартиніцьких трупіалів становить від 6 до 15 тисяч дорослих птахів. Їпм загрожує знищення природного середовища, а також гніздовий паразитизм з боку синіх вашерів.